# Ben Foster (diễn viên)
Benjamin A. Foster (sinh ngày 29 tháng 10 năm 1980) là một nam diễn viên người Mỹ. Anh đã góp mặt trong các bộ phim The Punisher (2004), X-Men: The Last Stand (2006), Alpha Dog (2006), The Messenger (2009), Pandorum (2009), Sát thủ thợ máy (2011), Phi vụ ngầm (2012), Kill Your Darlings (2013), Sống sót (2013), The Program (2015), và Leave No Trace (2018). Anh đã được đề cử giải Sao Thổ cùng với giải Satellite nhờ diễn xuất trong tác phẩm Chuyến tàu đến Yuma (2007) và chiến thắng giải Tinh thần độc lập cho vai diễn Tanner Howard trong Không lùi bước (2016).

## Tiểu sử
Benjamin A. Foster sinh tại Boston, Massachusetts, vào ngày 29 tháng 10 năm 1980, là con trai của hai chủ nhà hàng Gillian Kirwan và Steven Foster. Anh đã miêu tả cha mẹ mình là "những hippie phản đối cuộc chiến tại Việt Nam, có lối sống tự do phóng khoáng". Anh có một người em trai, Jon, cũng là một diễn viên. Khi Foster lên bốn tuổi, gia đình anh phải chuyển đến Fairfield, Iowa, sau khi ngôi nhà của họ ở Boston bị bọn cướp đột nhập ngay khi họ đang có mặt ở đó.
Foster lớn lên như một người Do Thái, và đã tổ chức nghi thức Bar Mitzvah truyền thống. Ông bà nội của nam diễn viên là Celia (Segal) và Abraham Foster, một thẩm phán và chính trị gia nổi tiếng ở Boston, gia đình họ đã di cư khỏi Đế quốc Nga vào thời điểm trước đó. Foster học ở một trường cao đẳng ở thị trấn địa phương, Đại học Tư thục Maharishi.  Khi còn trẻ, anh tham dự Trại hè nghệ thuật Interlochen, theo học ngành sân khấu.</ref>

## Sự nghiệp

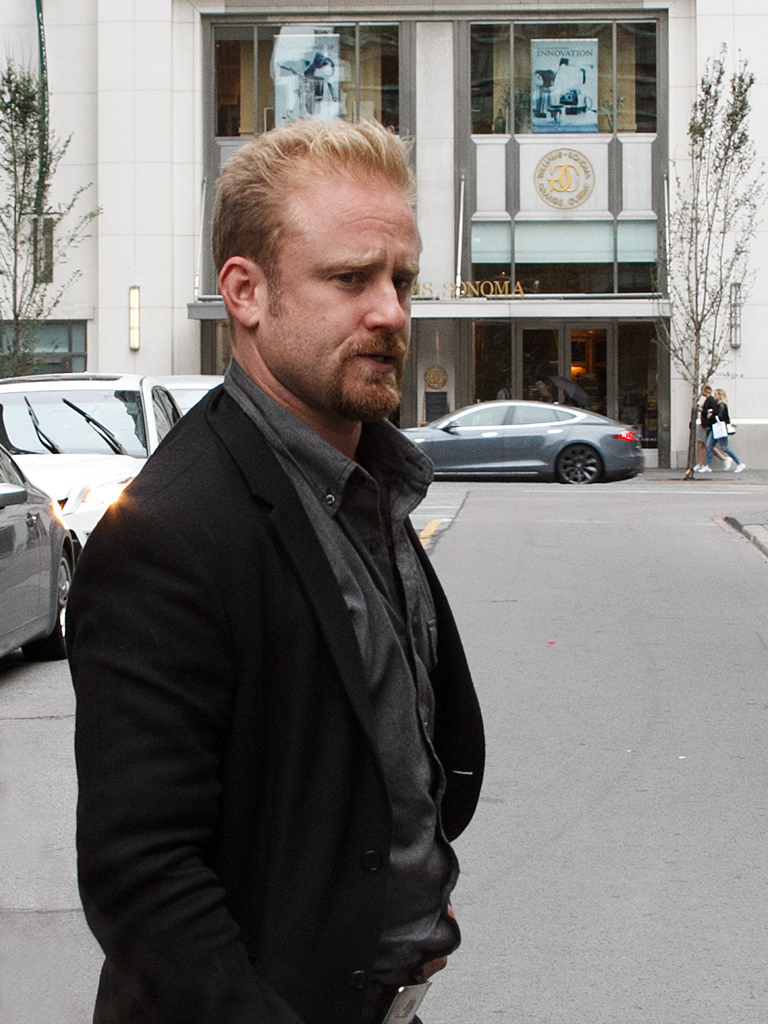
Foster tại Liên hoan phim quốc tế Toronto năm 2015

Ben Foster bắt đầu làm diễn viên khi mới mười sáu tuổi. Năm 1996-1997, anh đóng vai chính trong loạt phim truyền hình Flash Forward của Disney Channel.
Năm 2001, anh tham gia diễn xuất trong bộ phim Get Over It. Ngoài ra, Foster cũng có một vai định kỳ là Russell Corwin (22 tập) trong Series Original của HBO, Six Feet Under. Sau khi xuất hiện trong các tác phẩm 11:14 và The Punisher, thì Foster góp mặt trong Hostage cùng Bruce Willis, Kevin Pollak và Michelle Horn. Năm 2006, Foster xuất hiện trong X-Men: The Last Stand với vai anh hùng truyện tranh Angel/Warren Worthington III.. Trong phim giật gân tội phạm Alpha Dog, anh đóng vai nhân vật Jake Mazursky và nhỏ thuốc tăng nhãn áp vào mắt để hóa thân vào vai một người nghiện ma túy thật. Năm 2007, tài tử sắm vai kẻ giết người máu lạnh Charlie Prince trong bộ phim miền Tây Chuyến tàu đến Yuma.
Foster thủ vai Lance Armstrong trong tác phẩm tiểu sử The Program, đồng thời góp mặt trong bộ phim phiêu lưu giả tưởng Warcraft: Đại chiến hai thế giới, phát hành vào tháng 6 năm 2016..
Cũng trong năm đó, Foster xuất hiện trong Không lùi bước với vai Tanner Howard, đóng cặp với Chris Pine và Jeff Bridges. Foster được đánh giá cao nhờ các vai diễn của mình và gặt hái được nhiều đề cử giải thưởng.
Foster đã liên tục nhận được những lời khen ngợi từ các nhà phê bình nhờ diễn xuất "dữ dội" và "điên loạn" trong nhiều bộ phim. Nhà phê bình phim Matt Zoller Seitz đã mô tả Foster vào năm 2016 là "một trong những diễn viên làm một bộ phim dở trở nên đáng xem. Đôi lúc, anh ta sẽ gợi ý cho bạn một bộ phim mà bạn muốn thưởng thức".

## Đời sống cá nhân
Foster có mối quan hệ với nữ diễn viên người Đức Antje Traue, bạn diễn của anh trong Pandorum. Traue tiết lộ trong một cuộc phỏng vấn rằng cô đã chuyển đến Los Angeles và sống với Foster cho đến khi mối quan hệ của họ tan vỡ vào khoảng năm 2010. Foster bắt đầu mối quan hệ với nữ diễn viên Robin Wright vào đầu năm 2012. Họ đính hôn vào đầu năm 2014, nhưng đã hủy đính hôn vào ngày 12 tháng 11 năm 2014. Foster và Wright hòa giải vào đầu năm 2015; tuy nhiên, vào ngày 29 tháng 8 năm 2015, họ thông báo rằng đã hủy hôn lần thứ hai.
Vào tháng 10 năm 2016, Foster cho biết anh đính hôn với nữ diễn viên Laura Prepon.  Prepon sinh cô con gái đầu lòng, Ella, vào tháng 8 năm 2017. Foster và Prepon kết hôn vào tháng 6 năm 2018. Vào tháng 10 năm 2019, có thông tin cho rằng cặp đôi đang mong đợi đứa con thứ hai của họ. Con trai của họ sinh vào tháng 2 năm 2020.
Ngoài ra, Ben Foster cũng thực hành ngồi thiền theo kiểu Thiền Siêu Việt.

## Danh sách phim và hoạt động sân khấu

### Phim
| Năm         | Tựa đề                                  | Vai diễn                       | Ghi chú |
| ----------- | --------------------------------------- | ------------------------------ | --- |
| 1996        | Kounterfeit                             | Travis                         | |
| 1999        | Liberty Heights                         | Ben Kurtzman                   | |
| 2001        | Get Over It                             | Berke Landers                  | Đề cử—Teen Choice Award cho Cặp đôi được chọn(chia giải với Kirsten Dunst) |
| 2002        | The Laramie Project                     | Aaron Kreifels                 | |
| 2002        | Big Trouble                             | Matt Arnold                    | |
| 2002        | Phone Booth                             | Big Q                          | Không được ghi danh |
| 2003        | Northfork                               | Cod                            | |
| 2003        | 11:14                                   | Eddie                          | |
| 2004        | The Punisher                            | Spacker Dave                   | |
| 2004        | The Heart Is Deceitful Above All Things | Fleshy Boy                     | |
| 2005        | Hostage                                 | Marshall "Mars" Krupcheck      | |
| 2006        | Alpha Dog                               | Jake Mazursky                  | Young Hollywood Award cho diễn xuất đột phá |
| 2006        | X-Men: The Last Stand                   | Warren Worthington III / Angel | |
| 2007        | Chuyến tàu đến Yuma                     | Hoàng tử Charlie               | Giải của Hội phê bình phim Boston cho nam diễn viên phụ xuất sắc nhất (hạng 2) Giải thưởng của Hiệp hội phê bình phim Trung tâm Ohio cho nam diễn viên phụ xuất sắc nhất (hạng 2) Đề cử—Giải Sao Thổ cho nam diễn viên phụ xuất sắc nhất Đề cử—Giải Satellite cho nam diễn viên phụ phim điện ảnh xuất sắc nhất Đề cử—Giải SAG cho dàn diễn viên điện ảnh xuất sắc nhất                                                                           |
| 2007        | 30 Days of Night                        | The Stranger                   | |
| 2008        | Birds of America                        | Jay                            | |
| 2009        | The Messenger                           | Trung sĩ nhất Will Montgomery  | Giải thưởng của Hội nữ phê bình gia cho nam diễn viên chính xuất sắc nhất Đề cử—Giải SDFCS cho nam diễn viên chính xuất sắc nhất Đề cử—Giải thưởng hội phê bình phim St. Louis Gateway cho nam diễn viên chính xuất sắc nhất Đề cử—Giải thưởng Độc lập Gotham cho nam diễn viên đột phá |
| 2009        | Blink                                   | AJ                             | Phim ngắn |
| 2009        | Pandorum                                | Bower                          | |
| 2011        | Sát thủ thợ máy                         | Steve McKenna                  | |
| 2011        | Here                                    | Will Shepard                   | |
| 2011        | 360                                     | Tyler                          | |
| 2011        | Rampart                                 | Terry                          | Cũng là nhà sản xuất |
| 2012        | Contraband                              | Sebastian Abney                | |
| 2013        | North of South, West of East            | Cass                           | |
| 2013        | Kill Your Darlings                      | William Burroughs              | |
| 2013        | Ain't Them Bodies Saints                | Patrick Wheeler                | |
| 2013        | Sống sót                                | Matthew "Axe" Axelson          | |
| 2015        | The Program                             | Lance Armstrong                | Phát hành giới hạn |
| 2016        | The Finest Hours                        | Thủy thủ Richard Livesey       | |
| 2016        | Không lùi bước                          | Tanner Howard                  | Giải Tinh thần độc lập cho nam diễn viên phụ xuất sắc nhất Giải Hiệp hội phê bình phim khu vực Washington D.C. cho cặp đôi xuất sắc nhất Đề cử—Giải BFCA cho diễn xuất đôi sắc xuất sắc nhất Đề cử—Giải BFCA cho nam diễn viên phụ xuất sắc nhất Đề cử—Giải Hiệp hội phê bình phim Houston Film Critics Society cho nam diễn viên phụ xuất sắc nhất Đề cử—Giải Hiệp hội phê bình phim khu vực Washington D.C. cho nam diễn viên phụ xuất sắc nhất |
| 2016        | Warcraft: Đại chiến hai thế giới        | Medivh                         | |
| 2016        | Inferno                                 | Bertrand Zobrist               | |
| 2017        | Rock'n Roll                             | Chính anh                      | |
| 2017        | Hostiles                                | Trung sĩ Charles Wills         | |
| 2018        | Leave No Trace                          | Will                           | |
| 2018        | Galveston                               | Roy Cady                       | |
| Đã xác nhận | Medieval                                | Jan Žižka                      | Hậu kỳ |
| Đã xác nhận | Harry Haft                              | Harry Haft                     | Hậu kỳ |
| Đã xác nhận | Violence of Action                      |                                | Hậu kỳ |

### Sân khấu
| Năm  | Tựa đề                   | Vai diễn         | Ghi chú                         |
| ---- | ------------------------ | ---------------- | ------------------------------- |
| 2013 | Orphans                  | Treat            | Xuất hiện lần đầu trên Broadway |
| 2014 | A Streetcar Named Desire | Stanley Kowalski |                                 |

### Chương trình truyền hình
| Năm       | Tựa đề                    | Vai diễn                                | Ghi chú |
| --------- | ------------------------- | --------------------------------------- | --- |
| 1996–1997 | Flash Forward             | Tucker "Tuck" James                     | Vai chính; 26 tập Đề cử—Giải Gemini cho diễn xuất sắc nhất trong chương trình dành cho trẻ em hoặc thiếu niên (1997, 1998)                                                                                     |
| 1998      | You Wish                  | Earl                                    | Tập: "Future Shock" |
| 1998      | I've Been Waiting for You | Charlie                                 | Phim truyền hình |
| 1998      | Breakfast with Einstein   | Ryan                                    | Phim truyền hình |
| 1999–2000 | Freaks and Geeks          | Eli                                     | 2 tập |
| 2000      | Family Law                | Jason Nelson                            | Tập: "A Mother's Son" |
| 2001–2002 | Boston Public             | Max Warner                              | 2 tập |
| 2002      | Bang Bang You're Dead     | Trevor Adams                            | Phim truyền hình Giải Daytime Emmy cho diễn xuất nổi bật trong chương trình dành cho trẻ em |
| 2003–2005 | Six Feet Under            | Russell Corwin                          | 22 tập (1 tập không được ghi danh) Giải SAG cho Diễn xuất nổi bật của Dàn diễn viên trong Loạt phim Chính kịch (2004) Đề cử—Giải SAG cho Diễn xuất nổi bật của Dàn diễn viên trong Loạt phim Chính kịch (2005) |
| 2005      | The Dead Zone             | Darren Foldes                           | Tập: "The Last Goodbye" |
| 2007      | My Name Is Earl           | Glenn                                   | 2 tập |
| 2012      | Robot Chicken             | Orville Redenbacher / Du hành thời gian | Lồng tiếng; tập: "Executed by the State" |